# Понуровка
Понуровка — село в Стародубском муниципальном округе Брянской области.

## География
Находится на реке Ревна в южной части области на расстоянии приблизительно 22 км на юг-юго-восток от районного центра города Стародуб.

## История
Впервые упоминалось в 1669 году как раскольничья слобода, с 1680-х годов владение полковника С. И. Самойловича, с 1687 — гетмана Мазепы, с 1693 — Миклашевских. Миклашевские в конце XVIII — начале XIX веков построили усадьбу (ныне почти полностью разрушена). В 1778 году была построена каменная церковь Рождества Богородицы. Известна здесь была и деревянная церковь Александра Невского. В XVII—XVIII веках село входило во 2-ю полковую сотню Стародубского полка. В XIX веке действовали суконная фабрика, сахарный (позднее винокуренный) завод. В середине XX века работали колхозы «Красный Октябрь», «Первое Мая», «Красный земледелец». В 1859 году здесь (местечко Стародубского уезда Черниговской губернии) было учтено 205 дворов, в 1892—362. До 2020 года входило в состав Понуровского сельского поселения Стародубского района как его административный центр до упразднения и поселения и района.

## Население
| 2010 | 2013 |
| ---- | ---- |
| 550  | ↘522 |

Численность населения: 1484 человека (1859 год), 2294 (1892), 628 человека в 2002 году (русские 99 %).